# پرستوی طوق‌سیاه
پرستوی طوق‌سیاه (نام علمی: Atticora melanoleuca) نام یک گونه از تیره پرستو است.